# プリンシパル・パーク
プリンシパル・パーク（Principal Park）は、アメリカ合衆国アイオワ州デモインにある野球場。シカゴ・カブス傘下AAAアイオワ・カブスの本拠地である。
1947年に建設されたパイオニア・パーク（1959年から球場名をセク・タイラー・スタジアムに変更）を1991年に取り壊し、翌年のシーズン開幕までの5ヵ月半ほどで新たに建設した。スコアボードや外野フェンスは先代球場から引き継いだもの。開場当初の球場名は先代球場と同じセク・タイラー・スタジアムだったが、2005年からは地元の保険会社がネーミングライツを買い取り、現在の球場名になった。
新古典主義様式球場ブームを引き起こしたオリオール・パーク・アット・カムデン・ヤーズ開場前に建設されたため、レンガを使った外観など新古典主義時代の到来を予感させる作りになっている一方、コンコースがスタンド裏にあるのでグラウンドを見渡せないなどの欠点もある。